# Pseudodiocus scorpaenus
Pseudodiocus scorpaenus is een eenoogkreeftjessoort uit de familie van de Chondracanthidae. De wetenschappelijke naam van de soort is voor het eerst geldig gepubliceerd in 1972 door Ho.